# Sesta Godano
Sesta Godano é uma comuna italiana da região da Ligúria, Província da Spezia, com cerca de 1.557 habitantes. Estende-se por uma área de 69 km², tendo uma densidade populacional de 23 hab/km². Faz fronteira com Albareto (PR), Borghetto di Vara, Brugnato, Carro, Carrodano, Varese Ligure, Zeri (MS), Zignago.

## Demografia
| Variação demográfica do município entre 1861 e 2011                               |
|                                                                                   |
| Fonte: Istituto Nazionale di Statistica (ISTAT) - Elaboração gráfica da Wikipedia |